# Casearia corymbosa
Casearia corymbosa, es una especie de árbol perteneciente a la familia de las salicáceas.

## Descripción
Se localiza en el valle del río Magdalena y en el departamento de Cundinamarca entre los 0 y los 1400 m s. n. m., y es un árbol que alcanza los 15 m de altura de fuste lenticelado y copa irregular de forma piramidal.
Las hojas son simples, alternas, dísticas y de borde aserrado, coriáceas y de ápice acuminado. Presenta estípulas libres.
Presenta inflorescencias racimosas axilares de flores blancas y frutos capsulares trivalvares dehiscentes color amarillo.    (Mahecha, E. 2004)

## Usos
Los frutos sirven de alimento para la avifauna.
Es una especie dendroenergética es decir que sirve para leña.
Es ornamental usada comúnmente para cercas vivas.  (Mahecha, E. 2004)
A esta especie se le atribuye el nombre de “café del diablo” porque se le acusa de ser venenosa. Tiene altos contenidos de alcaloides por lo que es usada como plaguicida.  (Pérez Arbeláez, E. 1996)
Se emplea para el tratamiento de diferentes padecimientos, entre los que destacan la tos y el asma (Quintana Roo), aunque también puede ser útil como carminativo, antisifilítico, antiinflamatorio (V. hinchazón) y para purificar la sangre.
En Hidalgo refieren que “produce rabia” y que mata a los perros.
Química
En la corteza del tallo de C. corimbosa se han detectado los diterpenos 18-hidroxi-2-oxo-clerodatrieno, kaurenol, ácido kaurenoico, óxido de manoyl, su derivado hidroxilado, y varios der'vados de zuelanín e iso-zuelanín; el sesquiterpeno óxido de cariofileno y el esterol beta-sitosterol.

## Taxonomía
Casearia corymbosa fue descrita por Carl Sigismund Kunth y publicado en Nova Genera et Species Plantarum (quarto ed.) 5: 366–367, en el año 1821[1823].
Sinonimia
| - Casearia banquitana E.H.L.Krause - Casearia banquitana var. laevis (Standl.) I.M.Johnst. - Casearia dolichophylla Standl. - Casearia dubia DC. - Casearia gentlei Lundell - Casearia laevis Standl. | - Casearia mollifolia Standl. - Casearia nitida (L.) Jacq. - Casearia nitida Sieber ex Griseb. - Casearia orizabana Briq. - Casearia pringlei Briq. - Casearia salicifolia Turcz. - Samyda nitida L. |

## Nombres comunes
- Castellano:  Ondequiera - dondequiera -  naranjito  (Mahecha, E. 2004) - chamiso - chilillo, flor de magüito, huevo de gato, saúco